# 낌선현
낌선현(베트남어: Huyện Kim Sơn / 縣金山)은 베트남 홍강 삼각주 닌빈성 최남단의 해안 지역 현이다. 2011년을 기준으로 면적은 165km2, 인구는 171,660명이다. 현도는 팟지엠 시진에 위치한다. 이 지역에는 대교구 팟지엠 성당과 더불어 또 다른 명소로 유네스코가 승인한 뛰어난 생물학적 다양성과 가치를 지닌 홍강 삼각주 생물권 보호구역이 있는 곳이기도 하다.

## 행정 구역
2개의 시진과 25개의 사를 관할한다.

### 시진
- 팟지엠 시진 (Thị trấn Phát Diệm, 發艷市鎭)
- 빈민 시진 (Thị trấn Bình Minh, 平明市鎭)

### 사
- 안호아 사 (Xã Ân Hòa, 恩和社)
- 쩟빈 사 (Xã Chất Bình, 質平社)
- 꼰토이 사 (Xã Cồn Thoi, 昆梭社)
- 딘화 사 (Xã Định Hóa, 定和社)
- 동흐엉 사 (Xã Đồng Hướng, 同向社)
- 호이닌 사 (Xã Hồi Ninh, 回寕社)
- 훙띠엔 사 (Xã Hùng Tiến, 雄進社)
- 낌찐 사 (Xã Kim Chính, 金政社)
- 낌딘 사 (Xã Kim Định, 金定社)
- 낌동 사 (Xã Kim Đông, 金東社)
- 낌하이 사 (Xã Kim Hải, 金海社)
- 낌미 사 (Xã Kim Mỹ, 金美社)
- 낌떤 사 (Xã Kim Tân, 金新社)
- 낌쭝 사 (Xã Kim Trung, 金中社)
- 라이타인 사 (Xã Lai Thành, 來城社)
- 르우프엉 사 (Xã Lưu Phương, 流芳社)
- 늬화 사 (Xã Như Hòa, 如和社)
- 꽝티엔 사 (Xã Quang Thiện, 光善社)
- 떤타인 사 (Xã Tân Thành, 新城社)
- 트엉끼엠 사 (Xã Thượng Kiệm, 尙儉社)
- 반하이 사 (Xã Văn Hải, 文海社)
- 쑤언찐 사 (Xã Xuân Chính, 春政社)
- 옌록 사 (Xã Yên Lộc, 安禄社)

## 관광
팟지엠 성당은 1875년부터 1899년까지 24년에 걸쳐 완성된 유명한 석조 건축물이다. 이곳은 닌빈 여행의 중요한 관광 목적지다. 낌선에서 인정받은 응우옌콩쭈 사원은 꽝티엔 사의 10번 국도 상에 위치하고 있으며, 해안지역의 꼰토이 교회, 동닥사, 트엉끼엠 사원, 짜템타인 사원, 미에우, 락티엔 사원, 뉘도 사원 등이 있다.

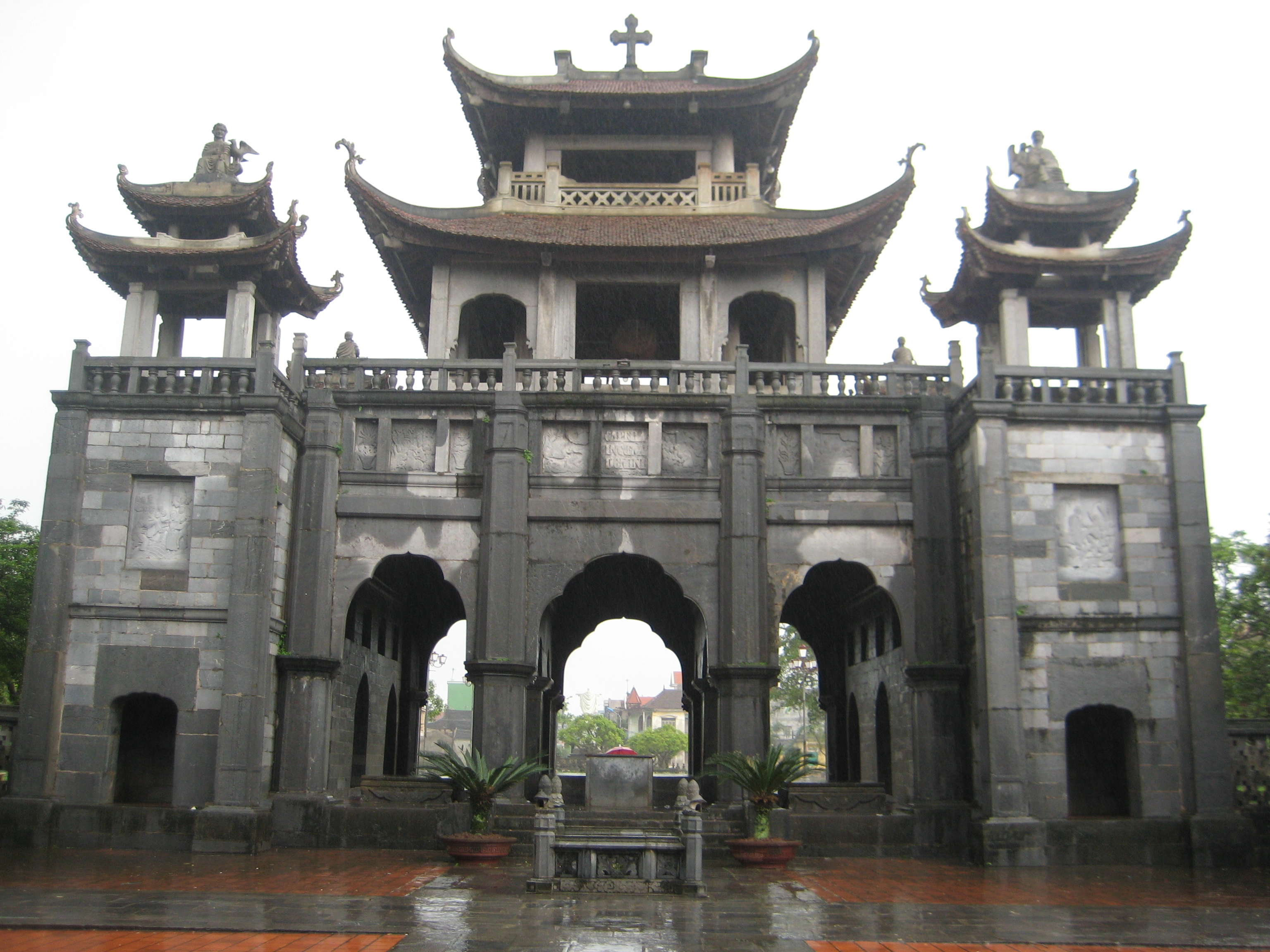
석조 교회
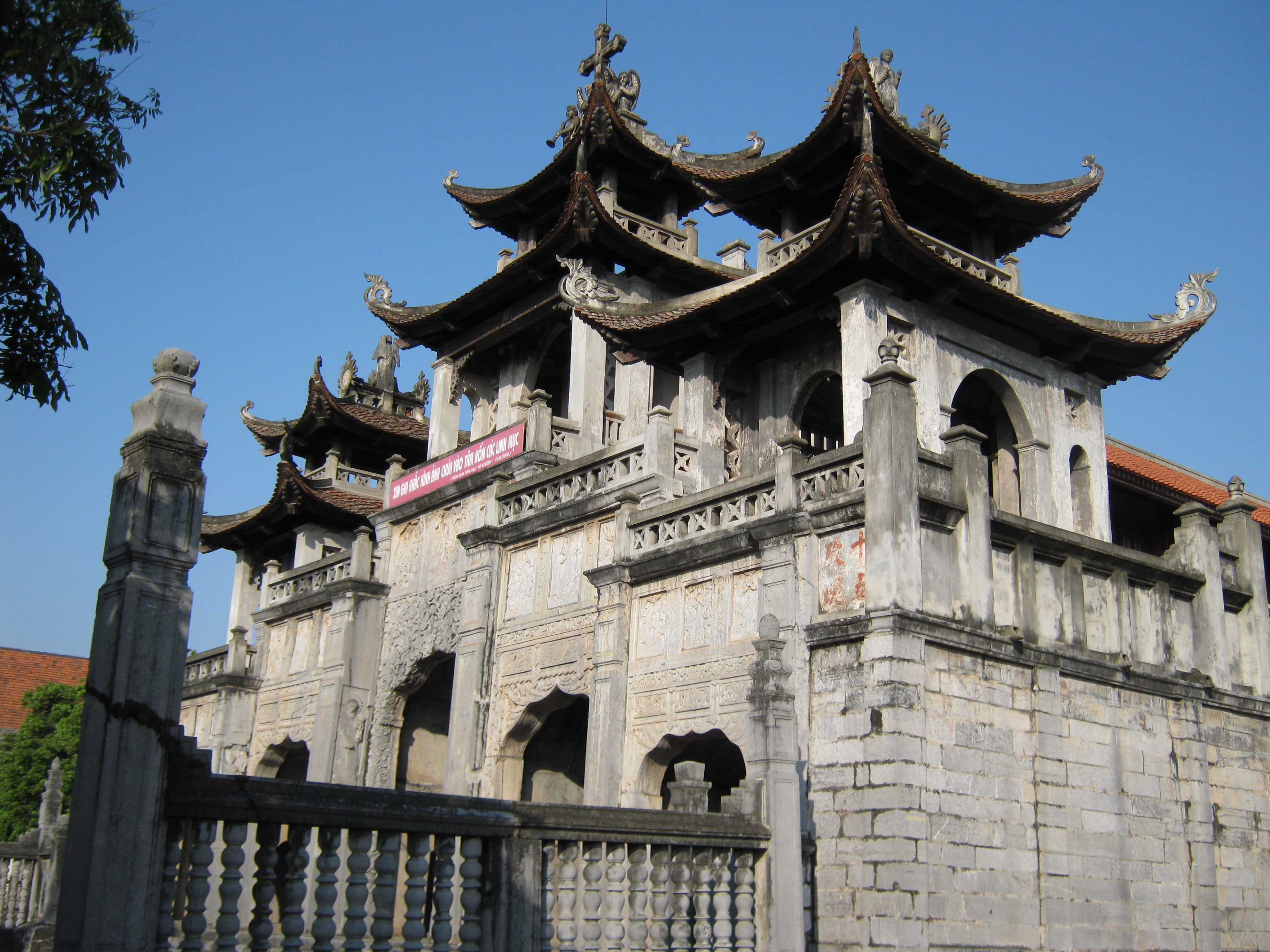
석조 건축물인 팟지엠 성당
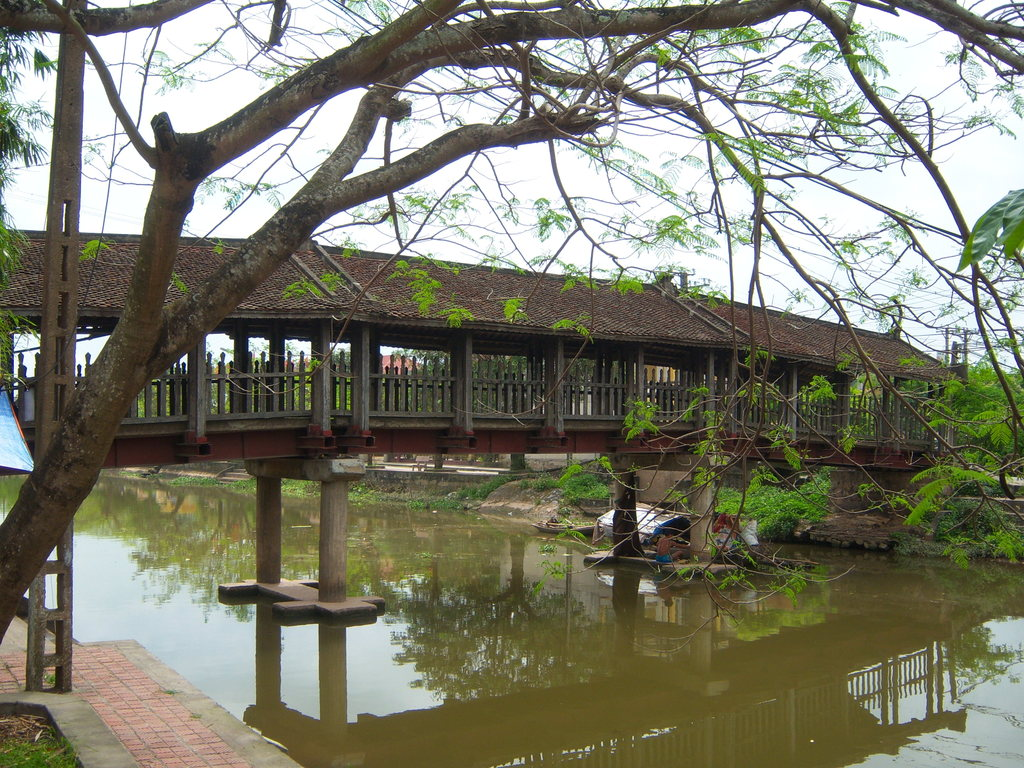
타일 다리
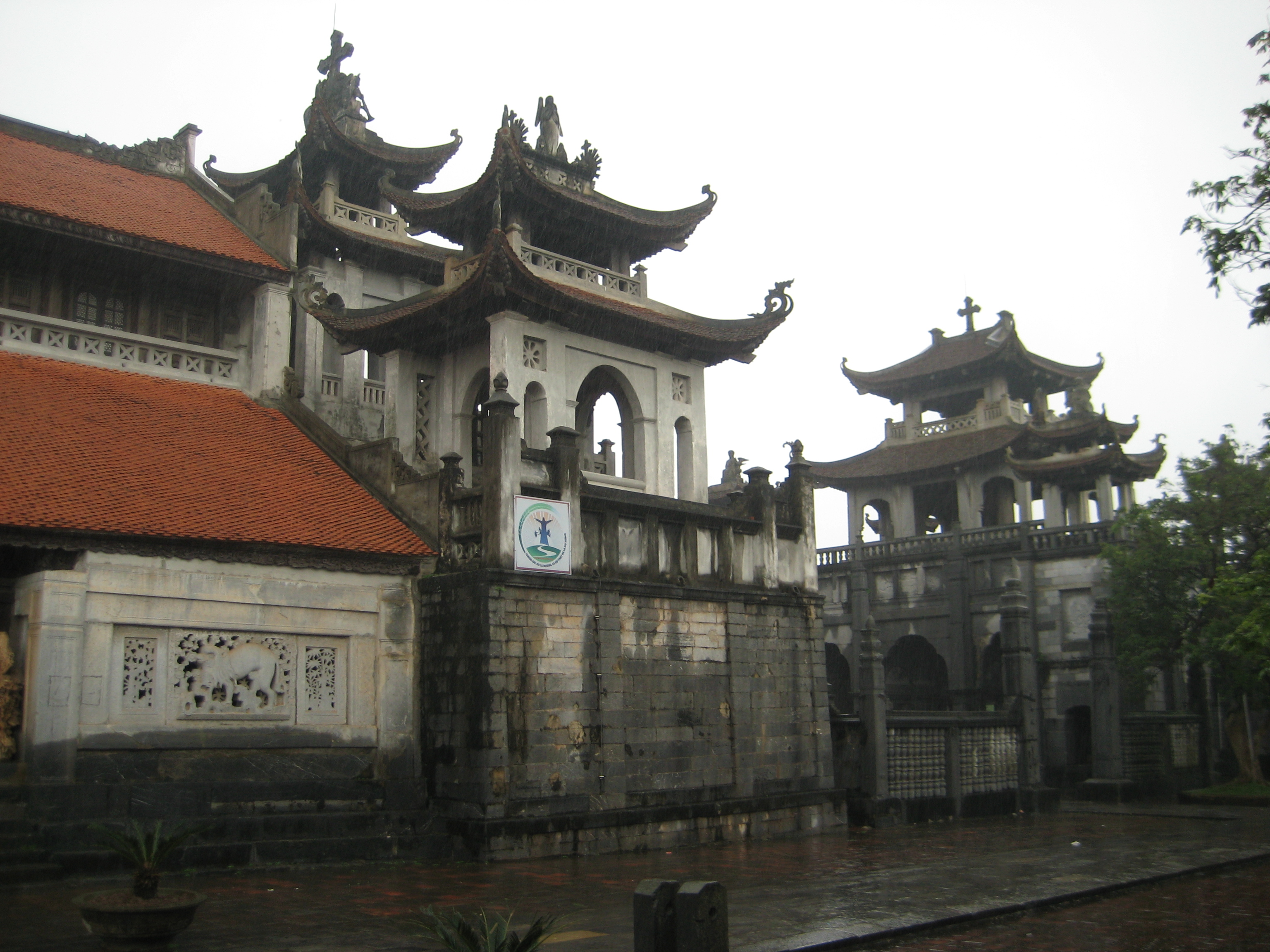
성당 건물